# Nel cuore della cometa
Nel cuore della cometa (Heart of the Comet) è un romanzo di fantascienza hard degli scrittori Gregory Benford e David Brin, pubblicato per la prima volta nel 1986.

## Storia editoriale
Il romanzo è stato pubblicato nel 1986, in coincidenza con il passaggio della Cometa di Halley in prossimità dalla Terra. Nel 2012, in occasione della sua ristampa, il romanzo è stato sottoposto a revisione. L'opera è stata tradotta in lingua italiana, rumena, francese e tedesca.

## Trama
(Gregory Benford, David Brin Nel cuore della cometa)
Quattro astronavi sospinte da vele solari, la Sekanina, la Selenia, la Whipple e la Delsenne erano state lanciate dalla Terra verso la Cometa di Halley: a bordo dormivano in animazione sospesa trecento tra uomini e donne che si sarebbero insediati nella cometa. Halley sarebbe stata nel frattempo raggiunta dalla più veloce ammiraglia, l'Edmund Halley, lanciata cinque anni dopo, il cui equipaggio, i cosiddetti "fondatori", avrebbe fatto trovare pronte le strutture per la sopravvivenza e la colonizzazione della cometa. Della quinta nave da trasporto, la Newburn e dei suoi quaranta passeggeri, si erano perse le tracce. Nel 2061 la cometa è stata adattata alla vita degli uomini, il suo interno è stato scavato e le risorse minerarie estratte per costruire alloggi e strutture di supporto. Il programma prevede di rimanere sulla cometa per i successivi settantotto anni durante i quali i terrestri avrebbero modificato la rotta verso Marte, dirigendo i gas dell'evaporazione della chioma al perielio e contemporaneamente sparando proiettili dalla sua superficie. L'acqua contenuta nella cometa avrebbe consentito la terraformazione del pianeta rosso. Ben presto sulla cometa le rivalità esplodono: da una parte i "Percell" ossia uomini geneticamente modificati, frutto degli studi del genetista Simon Percell vengono ostracizzati dai cosiddetti "Ortho" ossia esseri umani non modificati, "ortodossi". Le notizie che provengono da casa lasciano ad intendere che il razzismo imperante si sia abbattuto sui percell anche sulla Terra.
Nel frattempo sulla cometa muffe autoctone rapidamente si diffondono negli impianti della base mentre aggressive forme di vita mietono vittime tra i terrestri. Con difficoltà i coloni tentano di fronteggiare le minacce; ad esse si aggiungono dei virus che infettano la maggior parte dell'equipaggio decimandolo. Saul Linz, un biologo collaboratore di Simon Percell sulla Terra, ora esiliato su Halley, si prodiga nella ricerca di cure appropriate. Le molte vittime vengono sostituite risvegliando anzi tempo membri dormienti. Coloro i quali vengono svegliati recriminano di essere stati esposti a rischi inaccettabili, questionando sulla scelta. Quando risulta evidente che i percell sono più resistenti ai virus, gli ortho ipotizzano un complotto ordito ai loro danni. Con il passare degli anni i reciproci sospetti spingono l'equipaggio a dividersi in gruppi. La notizia del contagio è giunta sulla Terra che decide di abbandonare i coloni al loro destino, distruggendo addirittura una nave che alcuni ammutinati avevano sottratto per scappare dalla cometa. Sulla Terra, infatti, un gruppo politico internazionale detto degli "Archisti", si batte affinché il progresso si arresti e l'Uomo smetta di stravolgere l'ordine naturale delle cose; è proprio questa potente "lobby" a volere che il progetto Halley venga abbandonato, e che i coloni vengano abbandonati nello spazio al loro destino. Anche sulla cometa gli Archisti hanno i loro rappresentanti che, durante gli anni, hanno tramato per impedire che l'orbita di Halley venisse modificata attuando sabotaggi e attacchi alle strutture.
Il carismatico comandante della spedizione, Miguel Cruz-Mendoza, si ammala e viene messo in animazione sospesa nella speranza che con il passare degli anni venga scoperta una cura contro i numerosissimi virus autoctoni. Dopo che anche il secondo ufficiale si ammala, il comando viene preso dal percell Carl Osborn che deve tentare di ricucire gli strappi tra le diverse fazioni e il degrado sociale che imperversa nella base. Il personale ammalatosi negli anni e messo in animazione sospesa è così numeroso e gli attentati così frequenti, che è quasi certo che le predisposizioni tecniche per spostare Halley dalla sua rotta non saranno pronte in tempo. La percell Virginia Kaninamanu Herbert, grazie alle sue straordinarie conoscenze informatiche e con l'aiuto del suo computer senziente JonVon, si adopera per riprogrammare i robot minerari per svolgere i più disparati compiti in supporto agli uomini e per aiutare Saul Lintz nelle ricerche di cure efficaci. Tra due si instaura una relazione mal vista da Carl, anch'egli innamorato di Virginia.

## Edizioni
- (EN) Gregory Benford e David Brin, Heart of the Comet, Bantam Spectra, 1986,  p. 477.
- (DE) Gregory Benford e David Brin, Im Herzen des Kometen, traduzione di Walter Brumm, Heyne Science Fiction & Fantasy, n. 4236, Heyne, 1986,  p. 683, ISBN 978-3-453-31224-1.
- (FR) Gregory Benford e David Brin, Au coeur de la comète, Ailleurs et demain, Robert Laffont, 1987,  p. 512, ISBN 978-2-221-05166-5.
- Gregory Benford e David Brin, Nel cuore della cometa, traduzione di Giampaolo Cossato e Sandro Sandrelli, Cosmo Argento, n. 180, Milano, Editrice Nord, 1987,  p. 574.
- Gregory Benford e David Brin, Nel cuore della cometa, traduzione di Giampaolo Cossato e Sandro Sandrelli, Tascabili Fantascienza, n. 8.22, Milano, Editrice Nord, 1992,  p. 574.